# يوم التصنيع في إفريقيا
يوم التصنيع في إفريقيا هو حدث للأمم المتحدة، يُقام في 20 نوفمبر من كل عام، أُعلن عن إنشاؤه في يوليو 1989 من قبل منظمة الوحدة الإفريقية، وذلك في الدورة العادية الخامسة والعشرين لرؤساء الدول والحكومات، والتي عُقدت في أديس أبابا.

## وصلات خارجية
- الموقع الرسمي.